# Qatar Stars League
De Qatar Stars League is de nationale voetbalcompetitie van het Arabische Golfstaat Qatar.

## Deelnemende clubs
Twaalf clubs strijden jaarlijks om het landskampioenschap van Qatar via een reguliere competitie waarbij alle clubs tweemaal (thuis en uit) tegen elkaar spelen. Vrijwel alle clubs zijn gevestigd in de Qatarese hoofdstad Doha. De volgende clubs spelen in de Qatari League:

### Qatari League
- Al-Ahli
- Al-Arabi
- Al-Duhail
- Al-Gharafa
- Al Kharaitiyat
- Al-Khor
- Al-Rayyan
- Al-Sadd
- Al-Sailiya
- Al-Shahania
- Qatar SC
- Umm-Salal

### Qatargas League
- Al-Wakrah
- Al-Mu'aidar
- Al-Markhiya
- Al-Mesaimeer
- Al Bidda
- Al-Shamal

## Bekende spelers
Om de Qatari League breder onder de aandacht te brengen, besloot de Qatarese voetbalbond diverse Europese en Zuid-Amerikaanse topspelers naar Qatar te lokken met miljoenensalarissen. De spelers, veelal oud-internationals in de nadagen van hun carrière, tekenden bij de nationale bond en werden vervolgens toegewezen aan een club om zo de toppers eerlijk te verdelen over de clubs in de Qatari League. Naast hun topsalaris hadden de Europese en Zuid-Amerikaanse vedetten ook aantal privileges. Zo konden rode kaarten afgekocht worden door de clubs om er zo voor te zorgen dat deze vedettes een schorsing ontliepen. In de periode 2003-2005 was het aantal "vedettes op leeftijd" het grootst. Voorbeelden van bekende voetballers die actief waren in de Qatari League zijn de Nederlandse Wesley Sneijder en voetbaltweeling Frank en Ronald de Boer, de Belg Émile Mpenza, de voormalige Spaanse internationals Josep Guardiola (onder andere FC Barcelona) en Fernando Hierro (onder andere Real Madrid), de Argentijnse spits Gabriel Batistuta (onder andere AC Fiorentina, AS Roma), de Brazilianen Romário en Sonny Anderson (beiden onder andere FC Barcelona), de Costa Ricaan Paulo Wanchope (onder andere Manchester City), het Franse duo Marcel Desailly en Frank Lebœuf (beiden onder andere Chelsea FC) en de Duitse middenvelder Stefan Effenberg (onder andere Bayern München).
Naast het binnenhalen van sterspelers voor de Qatari League, probeerde de Qatarese voetbalbond ook het nationale elftal een impuls te geven door enkele Brazilianen die niet in aanmerking kwamen voor het Braziliaans voetbalelftal te naturaliseren. Ailton, voormalig aanvaller van onder meer Werder Bremen en Schalke 04, was van deze Brazilianen de bekendste. Onder druk van de wereldvoetbalbond FIFA zag de Qatarese bond uiteindelijk van het naturalisatie-idee af.

## Landskampioenen
- 1971/72 : Al-Sadd
- 1972/73 : Al-Esteqlal
- 1973/74 : Al-Sadd
- 1974/75 : Geen kampioen
- 1975/76 : Al-Rayyan
- 1976/77 : Al-Esteqlal
- 1977/78 : Al-Rayyan
- 1978/79 : Al-Sadd
- 1979/80 : Al-Sadd
- 1980/81 : Al-Sadd
- 1981/82 : Al-Rayyan
- 1982/83 : Al-Arabi
- 1983/84 : Al-Rayyan
- 1984/85 : Al-Arabi
- 1985/86 : Al-Rayyan
- 1986/87 : Al-Sadd
- 1987/88 : Al-Sadd
- 1988/89 : Al-Sadd
- 1989/90 : Al-Rayyan
- 1990/91 : Al-Arabi
- 1991/92 : Al-Gharrafa
- 1992/93 : Al-Arabi
- 1993/94 : Al-Arabi
- 1994/95 : Al-Rayyan
- 1995/96 : Al-Arabi
- 1996/97 : Al-Arabi
- 1997/98 : Al-Gharrafa
- 1998/99 : Al-Wakrah
- 1999/00 : Al-Sadd
- 2000/01 : Al-Wakrah
- 2001/02 : Al-Gharrafa
- 2002/03 : Qatar SC
- 2003/04 : Al-Sadd
- 2004/05 : Al-Gharrafa
- 2005/06 : Al-Sadd
- 2006/07 : Al-Sadd
- 2007/08 : Al-Gharrafa
- 2008/09 : Al-Gharrafa
- 2009/10 : Al-Gharrafa
- 2010/11 : Lekhwiya Sports Club
- 2011/12 : Lekhwiya Sports Club
- 2012/13 : Al-Sadd
- 2013/14 : Lekhwiya Sports Club
- 2014/15 : Lekhwiya Sports Club
- 2015/16 : Al-Rayyan
- 2016/17 : Lekhwiya Sports Club
- 2017/18 : Al-Duhail SC
- 2018/19 : Al-Sadd

Qatari League · Emir of Qatar Cup · Qatar Crown Prince Cup · Qatar Sheikh Jassem Cup

Nationale bond · Nationaal elftal